# 曾于拱
曾于拱（1521年—1588年），字思極，號魯源，江西吉安府泰和縣人，明朝政治人物。

## 生平
嘉靖十六年（1537年）丁酉科江西鄉試第二十四名舉人。嘉靖二十年（1541年）中式辛丑科會試第一百八十四名，登第二甲第五十一名進士。授工部营缮司主事，晉虞衡司員外郎、都水司郎中，不久改營繕司。三十一年三月出爲四川按察司副使、提调学校。母喪去職。服闕，補天津兵備副使。晉福建布政司右參政，歷山東按察使，四十年七月升山東右布政使，四十一年（1562年）二月升福建左布政使，擢太僕寺卿，以病上疏請歸。薦補南京太僕寺卿，不久于四十五年十一月晉都察院右副都御史、總督南京糧儲。隨即以言官所論，去職閑住。萬曆十六年（1588年）卒於泰和。

## 家族
曾祖曾瑛；祖父曾欽，鹽課司副使；父曾才達，母易氏。